# División de Honor (Schach) 1998
Die División de Honor (Schach) 1998 war die vierte Saison der División de Honor und gleichzeitig die 42. Spanische Mannschaftsmeisterschaft im Schach, sie wurde mit zehn Mannschaften ausgetragen. Meister wurde die Mannschaft von CA Epic-Barcino Terrassa, die aus dem Zusammenschluss des Titelverteidigers CE Barcino Barcelona mit Epic Terrassa entstanden war. Aus der Primera División waren UE Foment Martinenc Barcelona und CA Endesa Ponferrada aufgestiegen. Beide Aufsteiger erreichten den Klassenerhalt, während CE Vulcà-Speed Sound Barcelona, EM El Olivar Zaragoza und CA Centro Goya Villa de Teror absteigen mussten.
Zu den Mannschaftskadern der teilnehmenden Vereine siehe Mannschaftskader der División de Honor (Schach) 1998.

## Modus
Die zehn teilnehmenden Mannschaften spielten ein einfaches Rundenturnier. Die drei Letzten stiegen in die Primera División ab und wurden durch die Aufsteiger aus der Primera División ersetzt. Gespielt wurde an vier Brettern, über die Platzierung entschied zunächst die Zahl der Brettpunkte (ein Punkt für einen Sieg, ein halber Punkt für ein Remis, kein Punkt für eine Niederlage), anschließend die Anzahl der Mannschaftspunkte (zwei Punkte für einen Sieg, ein Punkt für ein Unentschieden, kein Punkt für eine Niederlage). 

## Termine und Spielort
Das Turnier wurde vom 5. bis 13. September in Salamanca ausgetragen.

## Saisonverlauf
Praktisch waren vor der letzten Runde bereits alle Entscheidungen gefallen. CA Epic-Barcino Terrassa hatte 2,5 Brettpunkte und 4 Mannschaftspunkte Vorsprung auf UGA Barcelona und hätte sich sogar eine knappe Niederlage leisten können. CE Vulcà-Speed Sound Barcelona und CA Centro Goya Villa de Teror standen bereits als Absteiger fest, und EM El Olivar Zaragoza hätte nur ein 4:0-Sieg bei einer gleichzeitigen 0:4-Niederlage von CA Endesa Ponferrada retten können.

## Abschlusstabelle
| Pl. | Verein                            | Sp | G | U | V | Brett-P.  | Mannsch.-P. |
| --- | --------------------------------- | -- | - | - | - | --------- | ----------- |
| 01. | CA Epic-Barcino Terrassa (M)      | 9  | 7 | 2 | 0 | 24,0:12,0 | 16:2        |
| 02. | UGA Barcelona                     | 9  | 5 | 3 | 1 | 22,5:13,5 | 13:5        |
| 03. | UE Foment Martinenc Barcelona (N) | 9  | 5 | 3 | 1 | 21,0:15,0 | 13:5        |
| 04. | CA Marcote Mondariz               | 9  | 5 | 3 | 1 | 21,0:15,0 | 13:5        |
| 05. | CA La Caja de Canarias            | 9  | 3 | 3 | 3 | 18,5:17,5 | 9:9         |
| 06. | CA Endesa Ponferrada (N)          | 9  | 4 | 2 | 3 | 18,0:18,0 | 10:8        |
| 07. | CE Terrassa                       | 9  | 3 | 2 | 4 | 17,5:18,5 | 8:10        |
| 08. | CE Vulcà-Speed Sound Barcelona    | 9  | 1 | 1 | 7 | 14,0:22,0 | 3:15        |
| 09. | EM El Olivar Zaragoza             | 9  | 0 | 4 | 5 | 13,0:23,0 | 4:14        |
| 10. | CA Centro Goya Villa de Teror     | 9  | 0 | 1 | 8 | 10,5:25,5 | 1:17        |

Anmerkung: Laut der Endtabelle in Ocho x Ocho hat CA Endesa Ponferrada 17 Punkte und liegt damit hinter CE Terrassa auf dem 7. Platz. Es ist unklar, ob es sich hierbei um einen Druckfehler handelt oder CA Endesa Ponferrada wegen zweier kampfloser Niederlagen ein Punkt abgezogen wurde.

### Entscheidungen
|     | spanischer Mannschaftsmeister: CA Epic-Barcino Terrassa                                                                 |
|     | Absteiger in die Primera División: CE Vulcà-Speed Sound Barcelona, EM El Olivar Zaragoza, CA Centro Goya Villa de Teror |
| (M) | Titelverteidiger |
| (N) | Vorjahresaufsteiger |

### Kreuztabelle
| Ergebnisse | Ergebnisse                     | 01. | 02. | 03. | 04. | 05. | 06. | 07. | 08. | 09. | 10. |
| ---------- | ------------------------------ | --- | --- | --- | --- | --- | --- | --- | --- | --- | --- |
| 01.        | CA Epic-Barcino Terrassa       |     | 2½  | 2   | 2   | 3   | 3½  | 2½  | 3   | 3   | 2½  |
| 02.        | UGA Barcelona                  | 1½  |     | 3   | 2   | 3   | 2   | 2   | 2½  | 3   | 3½  |
| 03.        | UE Foment Martinenc Barcelona  | 2   | 1   |     | 2½  | 2   | 2   | 3   | 2½  | 3   | 3   |
| 04.        | CA Marcote Mondariz            | 2   | 2   | 1½  |     | 2   | 3   | 2½  | 2½  | 3   | 2½  |
| 05.        | CA La Caja de Canarias         | 1   | 1   | 2   | 2   |     | 1½  | 2½  | 3   | 2   | 3½  |
| 06.        | CA Endesa Ponferrada           | ½   | 2   | 2   | 1   | 2½  |     | 1   | 3   | 3   | 3   |
| 07.        | CE Terrassa                    | 1½  | 2   | 1   | 1½  | 1½  | 3   |     | 2½  | 2   | 2½  |
| 08.        | CE Vulcà-Speed Sound Barcelona | 1   | 1½  | 1½  | 1½  | 1   | 1   | 1½  |     | 2   | 3   |
| 09.        | EM El Olivar Zaragoza          | 1   | 1   | 1   | 1   | 2   | 1   | 2   | 2   |     | 2   |
| 10.        | CA Centro Goya Villa de Teror  | 1½  | ½   | 1   | 1½  | ½   | 1   | 1½  | 1   | 2   |     |

## Die Meistermannschaft
| 1.            | CA Epic-Barcino Terrassa                                                                             |
| Schachfiguren | Alexei Schirow, Karen Movsesjan, David García Ilundáin, Juan Mellado Triviño, Alejandro Pablo Marín. |